# Klupske droge
Klupske droge, farmakološki heterogena grupa psihoaktivnih droga koje najčešće upotrebljavaju tinejžeri i mladi za vrijeme noćnih izlazaka. Upotrebljavaju se u noćnim klubovima, na koncertima, žurkama i kafićima. Pod klupskim drogama podrazumijeva se droge tipa ecstasy (MDMA), metamfetamin, LSD, gamahidroksibutirat (GHB), GBL, BD, ketamin, rohipnol i dr.
Ovisno o vrsti i primjesama, klupske droge imaju za moguće posljedice poput razvijanja ovisnosti, insomnije, anksioznosti, drhtanja i znojenja, zatim smanjenu pozornost, smanjenu sposobnost učenja, stanja sanjarenja i halucinacija te delirij i amneziju, smanjenu sposobnost memorije, oslabljene motoričke funkcije, visoki krvni tlak, respiratorne probleme, napadaji, koma, smrt.